# Anthurium nemorale
Anthurium nemorale är en kallaväxtart som beskrevs av Luis Aloysius, Luigi Sodiro. Anthurium nemorale ingår i släktet Anthurium och familjen kallaväxter. Inga underarter finns listade.